# Deus Ex: Invisible War
 (septembre 2011).
Si vous disposez d'ouvrages ou d'articles de référence ou si vous connaissez des sites web de qualité traitant du thème abordé ici, merci de compléter l'article en donnant les références utiles à sa vérifiabilité et en les liant à la section « Notes et références ».
Deus Ex: Invisible War est un jeu vidéo mêlant infiltration, jeu de rôle et tir à la première personne développé par Ion Storm, sorti sur PC et Xbox en 2004.

## Histoire du développement
Invisible War est la suite du jeu Deus Ex. Si le premier opus avait été considéré par les critiques comme un des meilleurs jeux jamais créés, les ventes n'ont pas été à la hauteur de cet enthousiasme. L'équipe de développement a donc décidé de rendre cette suite plus accessible au grand public par de nombreuses simplifications par rapport au gameplay original.

## Synopsis
L'histoire se déroule environ 20 ans après le premier épisode et les références y sont très nombreuses.
Après avoir échappé à l'explosion de Chicago, puis à l'attaque de l'académie Tarsus de Seattle, Alex D., une recrue de l'académie, enquête sur ceux qui l'ont recruté, et sur leurs ennemis.

## Système de jeu
Le jeu reprend les bases de son prédécesseur en mélangeant toujours plusieurs genres mais va beaucoup moins loin dans cette cohabitation. En particulier pour l'aspect jeu de rôle qui est amputé de son système de gain de point d'expérience et dont la gestion d'inventaire est bien moindre. Également, pour correspondre aux capacités techniques des consoles, les niveaux sont considérablement plus réduits, avec des écrans de chargement plus nombreux, ce qui se ressent dans la liberté d'action tant vantée par le premier épisode.

## Critiques
Malgré un scénario poussé à l'instar du premier épisode, la simplification radicale du gameplay a déçu une grande partie des joueurs. Montré du doigt comme l'exemple type du jeu au concept gâché, victime de l'influence du marketing et du grand public, il est devenu une nouvelle source de clivage entre les joueurs PC et les joueurs console.
Malgré ce portage console, les ventes n'atteindront pourtant pas le succès escompté. Probablement parce que le jeu ne se présente ni suffisamment simple pour le public console, ni suffisamment complexe pour les nostalgiques de Deus Ex.[réf. nécessaire]

## Postérité
En octobre 2004, Rob Dyer annonçait qu'un troisième épisode de Deus Ex était prévu. Ce n'est qu'en novembre 2007 que l'éditeur Eidos a annoncé officiellement que Deus Ex: Human Revolution était en développement dans leur tout nouveau studio de Montréal.